# Drino longicornis
Drino longicornis là một loài ruồi trong họ Tachinidae.